# Ghalidzga
Ghalidzga (georgiska: ღალიძგა) är ett vattendrag i Georgien. Det ligger i regionen Abchazien, i den västra delen av landet, 300 km väster om huvudstaden Tbilisi.